# Hypaurotis
Hypaurotis là một chi bướm trong họ Lycaenidae.

## Danh sách loài
- Hypaurotis citima
- Hypaurotis crysalus